# SK Sigma Olomouc
Sigma Olomouc este un club de fotbal ceh din orașul Olomouc. Au ajuns în sferturile de finală ale Cupei UEFA 1991-1992.

## Istorie

### Înființare
În vara anului 1919, un tânăr de 16 ani din Hejčín, Karel Tatíček a pus bazele înființării echipei Sigma Olomouc. În vremea aceea, Hejčín nu făcea parte din Olomouc, ci se afla la marginea regiunii Olomouc. FK Hejčín a pierdut primul meci oficial disputat împotriva unei echipe de studenți din Olomouc cu 19-1. După mai multe meciuri amicale între aceste echipe, ele s-au unit numele formației fiind dat de către echipa câștigătoare a unui meci. Echipa s-a numit SK Hejčín. În anul 1925, echipa a început să facă parte din Asociația de Fotbal din Cehia. Până în 1946 au jucat în ligile inferioare și nu au avut stadion propriu jucând în județul vecin, Řepčín.

### Perioada postbelică
În 1947 a fost clubul a fost redenumit Hejčínský SK Bánské o Hutní Regiunea Olomouc. Datorită faptului că mulți jucători lucrau în siderurgie, clubul a purtat denumirea de Moravské železárny, și Bah. Clubul s-a numit ZSJ BaH Olomouc și ZSJ MŽ Olomouc. În acei ani, echipa juca în liga a patra din Cehia. În 1954, sub numele de Baník MŽ Olomouc, a reușit să promoveze în cea de a treia ligă din Cehia. În 1963, sub numele de TJ MŽ Olomouc, a promovat în liga a doua din Cehia. A rezistat acolo doar 2 sezoane, în doar 2 ani ajungând din nou în liga a patra. În 1966, echipa a luat numele firmei de pompe Sigma din Lutin (regiunea Olomouc).Echipa s-a numit TJ Sigma MŽ Olomouc. Din 1965, echipa a început să joace pe stadionul stadion Andrův, care s-a numit apoi și Miru (Stadionul de Pace).În anul 1974, pe vremea când antrenor era Karel Brückner, Sigma Olomouc a reușit să ajungă din nou în liga a 2-a din Cehia.

### Promovarea în prima ligă
În sezonul 1981-82 Sigma a reușit o promovare istorică în prima ligă cehă. Cu doar 16 puncte câștigate, Sigma a retrogradat pentru ca apoi în 1983-84 să promoveze din nou. În 1986-87 Sigma a jucat în Cupa UEFA fiind eliminată de IFK Göteborg după un scor general de 1-5. 
În 2012 câștigă Cupa Cehiei.

### În Cupa UEFA
Până în prezent, cel mai de succes sezon al Sigmei a fost sezonul 1990-91. Sigma a terminat pe locul 3 la numai 2 puncte în spatele campioanei Sparta Praga. În 1991-92 echipa a avut un parcurs extraordinar în Cupa UEFA. Sigma a eliminat echipele FC Bangor, Torpedo Moscova, și Hamburger SV, ajungând până în sferturile de finală. A fost eliminată în cele din urmă de Real Madrid după 2 meciuri strânse: 1-1 și 0-1. Cei mai importanți jucători din acea perioadă au fost: Pavel Hapal, Milano Kerbr, Martin Kotůlek, Michal Kovar și Radoslav Látal. Un an mai târziu, Sigma a ajuns doar până în turul 3 al Cupei UEFA, unde a fost eliminată de Juventus. În 1995-96, Sigma a participat în semifinala Cupei Cehiei. Echipa a avut un parcurs foarte bun și datorită antrenorului Karel Brückner. Jucătorii reprezentativi ai perioadei au fost: Martin Vaniak, Miroslav Baranek și Karel Rada. În 2000-01, Sigma Olomouc a ajuns până în finala Cupei UEFA Intertoto pe care a pierdut-o în fața Bresciei. În clasamentul ceh din toate timpurile, Sigma Olomouc se află pe locul 4 după echipele: Sparta Praga, Slavia Praga și Slovan Liberec. În clasamentul cehoslovac din toate timpurile, Sigma Olomouc se află pe locul 23 din 64 de cluburi.

## Stadion
Stadionul Andrův este un stadion multifuncțional în Olomouc, Cehia. El este folosit mai ales la meciurile de fotbal ale echipei SK Sigma Olomouc. Stadionul poate susține maxim 12072 de spectatori. A fost construit în 1940 și este numit după Josef Ander, un mare filantrop și om de afaceri din Olomouc.

## Denumiri istorice
- 1919 - FK Hejčín Olomouc (Fotbalový klub Hejčín Olomouc)
- 1949 – Sokol MŽ Olomouc (Sokol Moravské železárny Olomouc)
- 1953 – DSO Baník MŹ Olomouc (Dobrovolná sportovní organizace Baník Moravské železárny Olomouc)
- 1960 – TJ MŽ Olomouc (Tělovýchovná jednota Moravské železárny Olomouc)
- 1966 – TJ Sigma MŽ Olomouc (Tělovýchovná jednota Sigma Moravské železárny Olomouc)
- 1979 – TJ Sigma ZTS Olomouc (Tělovýchovná jednota Sigma ZTS Olomouc)
- 1990 – SK Sigma MŽ Olomouc (Sportovní klub Sigma Moravské železárny Olomouc, a.s.)
- 1996 – SK Sigma Olomouc (Sportovní klub Sigma Olomouc, a.s.)